# Jean François de Chalvet de Rochemonteix
Jean François Charles Elisabeth de Chalvet de Rochemonteix est un homme politique français né le 16 février 1776 à Toulouse (Haute-Garonne) et mort le 17 juin 1823 à Paris.

## Biographie
Propriétaire, maire de Merville, il est député de la Haute-Garonne de 1820 à 1823, siégeant à droite, avec les ultra-royalistes.

## Sources
- « Jean François de Chalvet de Rochemonteix », dans Adolphe Robert et Gaston Cougny, Dictionnaire des parlementaires français, Edgar Bourloton, 1889-1891 [détail de l’édition]